# Хаккен
Хаккен е рейв танц, произлизащ от холандските хардкор и габба сцени.
Танцът се характеризира с бързи стъпки, които отговарят на ритъма на музиката, който често достига 260 бийта в минута. Долната част на тялото (най-често от таза надолу) е най-важна за хакена, въпреки че често динамично се използват ръцете и останалата част от тялото. За разлика от други танци като shuffle и jumpstyle, в хаккена няма скокове, а самото пространство за танцуване е максимално ограничено.